# エドモンド (オクラホマ州)
エドモンド（Edmond）は、アメリカ合衆国オクラホマ州のオクラホマ郡にある都市。人口は9万4428人（2020年）。オクラホマシティの郊外都市である。州立セントラル・オクラホマ大学がある。

## 地理
エドモンドは北緯35度39分26秒、西経97度27分54秒 (35.657154, -97.464916)に位置している。
アメリカ合衆国統計局によると、この都市は総面積227.8 km2 (87.9 mi2)である。このうち220.5 km2 (85.1 mi2) が陸地で7.3 km2 (2.8 mi2) が水地域である。総面積の3.19%が水地域となっている。

## 人口動静
2000年の国勢調査で、この都市は人口68,315人、25,256世帯、及び18,588家族が暮らしている。人口密度は309.8/km² (802.4/mi²) である。119.6/km² (309.9/mi²) の平均的な密度に26,380軒の住宅が建っている。この都市の人種的な構成は白人86.58%、アフリカン・アメリカン4.04%、ネイティブ・アメリカン2.27%、アジア3.26%、太平洋諸島系0.08%、その他の人種0.90%、及び混血2.87%である。人口の2.75%はヒスパニックまたはラテン系である。
この都市の世帯ごとの平均的な収入は54,556 USドルであり、家族ごとの平均的な収入は65,230 USドルである。男性は46,833 USドルに対して女性は28,231 USドルの平均的な収入がある。この都市の一人当たりの収入 (per capita income) は26,517 USドルである。人口の7.2%及び家族の4.4%は貧困線以下である。全人口のうち18歳未満の6.2%及び65歳以上の5.3%は貧困線以下の生活を送っている。